# De Havilland DH.103 Hornet
Die de Havilland DH.103 Hornet / Sea Hornet war ein zweimotoriger, einsitziger Langstreckenjäger des britischen Konstrukteurs und Flugzeugproduzenten Geoffrey de Havilland. Der ursprüngliche Verwendungszweck dieses Musters sollte in der Bekämpfung japanischer Jagdflugzeuge im Südpazifikraum liegen. Letztlich wurde die DH.103 jedoch in verschiedenen Konflikten in Fernost hauptsächlich als Jagdbomber eingesetzt.

## Geschichte
Aufbauend auf der bewährten Holzbauweise des Modells DH.98 Mosquito reichte de Havilland die ersten Entwürfe der DH.103 im September 1942 beim Ministry of Aircraft Production (MAP) ein. Im Wesentlichen war die Hornet eine maßstäblich verkleinerte Weiterentwicklung der Mosquito, die ganz auf die damals neueste Version des Merlin-Triebwerks abgestimmt war. Anders als die Mosquito verfügte die Hornet über gegenläufige Propeller. Im Juni 1943 wurde der Auftrag zum Bau von zunächst zwei Prototypen erteilt. Wegen der Dringlichkeit der Beschaffung wurden die Anforderungen in der Specification F.12/43 am 5. Oktober 1943 erst nach der Auftragserteilung festgelegt.
Der erste Prototyp der DH.103 (Kennzeichen RR915) flog erstmals am 28. Juli 1944 in Hatfield. Nach anfänglichen Problemen mit schwergängigen Querrudern und Leitwerkschütteln übertrafen besonders die Manövriereigenschaften und Steigleistung alle Erwartungen. Die Spitzengeschwindigkeit des Prototyps betrug im Geradeausflug beeindruckende 776 km/h, und seine maximale Reichweite lag mit zwei 900-Liter-Zusatztanks bei über 4000 km.
Die Serienfertigung der ersten Version Hornet F.Mk.1 begann im Dezember 1944. Die ersten Lieferungen an die Royal Air Force (RAF) erfolgten im April 1945.
Die DH.103 Hornet kam für den aktiven Einsatz im Zweiten Weltkrieg zu spät. Sie wurde jedoch ab 1951 als Ersatz für die Spitfire und die Beaufighter im Dschungel von Malaya im Erdkampf gegen Partisanen eingesetzt. Nach der Auslieferung von insgesamt 211 Hornet an die Royal Air Force endete der Serienbau des Musters im Juni 1952.
Die letzte Hornet-Einheit der RAF wurde im Juni 1955 auf das Nachfolgemuster DH.100 Vampire umgerüstet.

### Sea Hornet
Bereits frühzeitig wurde erkannt, dass die Hornet auch von Flugzeugträgern aus eingesetzt werden konnte. Mehrere Hornet-F.Mk.1-Flugwerke wurden deshalb zu Sea Hornet-Prototypen umgebaut. Diese Arbeiten übertrug de Havilland der Heston Aircraft Company, welche die Maschinen gemäß der Spezifikation Nr. 5/44 an die Bedürfnisse der Marine anpasste.
Nach dem Erstflug der Sea Hornet F.Mk.20 am 19. April 1945 und der anschließenden Erprobungsphase wurde die erste Einheit der Royal Navy (RN) erst im Juni 1947 mit Sea Hornets ausgestattet.
Die dringende Forderung der Royal Navy nach einem leistungsfähigen Nachtjäger führte zu einer Modifikation der Sea Hornet hin zu einem radarbestückten Zweisitzer (Versionsbezeichnung: NF.Mk.21).
Der Erstflug der Nachtjägerversion fand am 9. Juli 1946 statt. Erst 1954 wurde die Sea Hornet-Nachtjäger aus dem aktiven Dienst herausgezogen. Sie dienten anschließend noch rund zwei Jahre als Schulflugzeuge, bevor der größte Teil von ihnen verschrottet wurde.
Die letzte Sea Hornet-Variante war eine Aufklärerversion mit der Bezeichnung PR.Mk.22. Die standardmäßige Kanonenbewaffnung der Sea Hornet wurde bei dieser Version durch einen Satz Kameras im Rumpfvorderteil ersetzt. Insgesamt wurden 43 Stück dieser Aufklärervariante gebaut.

## Varianten
- Hornet F.Mk.1 (ursprüngliche einsitzige Serienversion)
- Hornet PR.Mk.2 (Umbauversion einer Mk.1 mit Rumpfkameras)
- Hornet F.Mk.3 (weiterentwickelte Mk.1, häufigste Hornet-Version)
- Hornet FR.Mk.4 (modifizierte Mk.3 mit Rumpfkamera)
- Sea Hornet F.Mk.20 (ursprüngliche Marineversion)
- Sea Hornet NF.Mk.21 (zweisitzige Nachtjägerversion)
- Sea Hornet PR.Mk.22 (reine Aufklärerversion ohne Bordkanonen)

## Militärische Nutzer
- Australien

Royal Australian Air Force 1 × für Tests
- Kanada

Royal Canadian Air Force: 1 Ex RAF beim CEPE Canadian Experimental and Proving Establishment
- Vereinigtes Königreich

Royal Air Force
Royal Navy

## Technische Daten

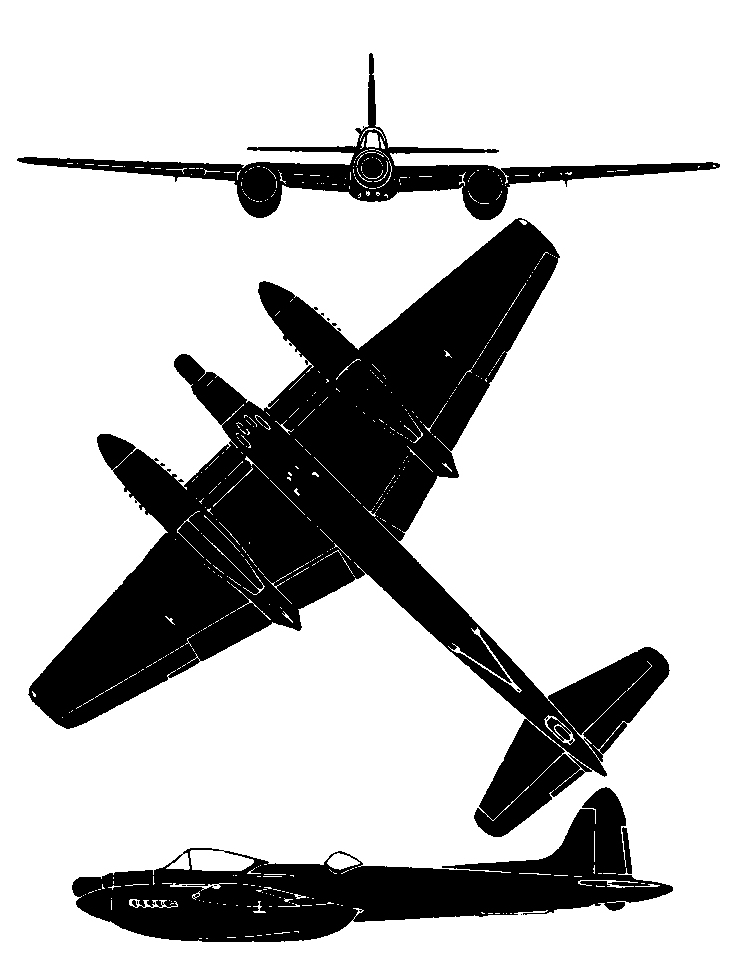
Sea Hornet NF.Mk.21 (mit separatem Cockpit für den Beobachter)

| Kenngröße             | Daten (Hornet F.Mk.3)                                                       |
| --------------------- | --------------------------------------------------------------------------- |
| Besatzung             | 1                                                                           |
| Länge                 | 11,18 m                                                                     |
| Spannweite            | 13,72 m                                                                     |
| Höhe                  | 4,32 m                                                                      |
| Leermasse             | 5842 kg                                                                     |
| Startmasse            | 9480 kg                                                                     |
| Höchstgeschwindigkeit | 760 km/h in 6700 m Höhe                                                     |
| Dienstgipfelhöhe      | 10.675 m                                                                    |
| Steigrate             | 23,6 m/s                                                                    |
| Reichweite            | 4830 km                                                                     |
| Antrieb               | 2 × Rolls-Royce Merlin 130/131                                              |
| Leistung              | 1544 kW (2070 PS)                                                           |
| Bewaffnung            | 4 × 20-mm-Hispano-Suiza-Kanonen, zusätzlich max. 907 kg Bomben oder Raketen |

## Trivia
Eric Melrose Brown, welcher fast 500 Flugzeugtypen geflogen hatte, nannte die Hornet das beste je gebaute Flugzeug („the finest Aircraft ever built in my opinion“). Er beschrieb in einem Interview, wie er diese „übermotorisierte Perfektion“ bei Vorführungen nach einem Looping in einen Looping mit nur einem Motor aufzog und danach noch einen Looping mit zwei Propellern in Segelstellung flog, also ohne Motoren, nur mit dessen kinetischer Energie.